# Улица Свердлова (Серпухов)
Улица Свердлова — улица в центральной части города Серпухова Московской области. Старое название улицы — улица Варгина в честь Василия Варгина — владельца фабрик. Сейчас улица носит название в честь революционера, советского политического и государственного деятеля Якова Михайловича Свердлова.  

## Описание
Улица берёт свое начало от пересечения с Театральной улицей и далее уходит в северном и северо-западном направлении. Заканчивается улица на пересечении с Калужской улицей и Коммунистическим переулком.
Улицу пересекают Театральная улица, улица Егорова, улица Аристова, улица Ворошилова и Советская улица.
Нумерация домов ведётся со стороны Театральной улицы.
На всем своем протяжении улица Свердлова является улицей с двусторонним движением, за исключением участка от улицы Аристова до улицы Ворошилова, где организовано одностороннее движение.
Почтовый индекс улицы — 142200.

## Примечательные здания и сооружения

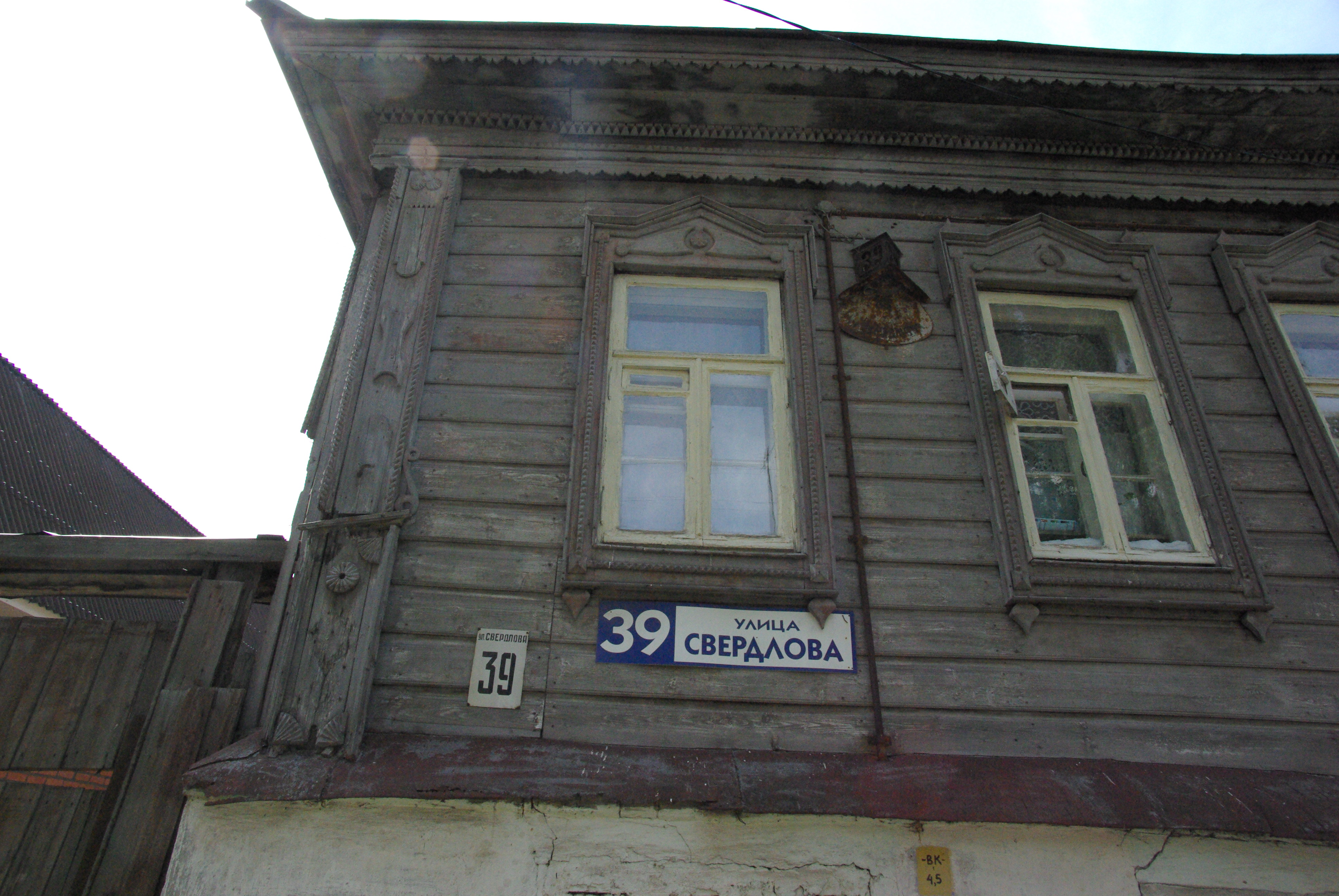
Деревянный дом по улице (д. 39)

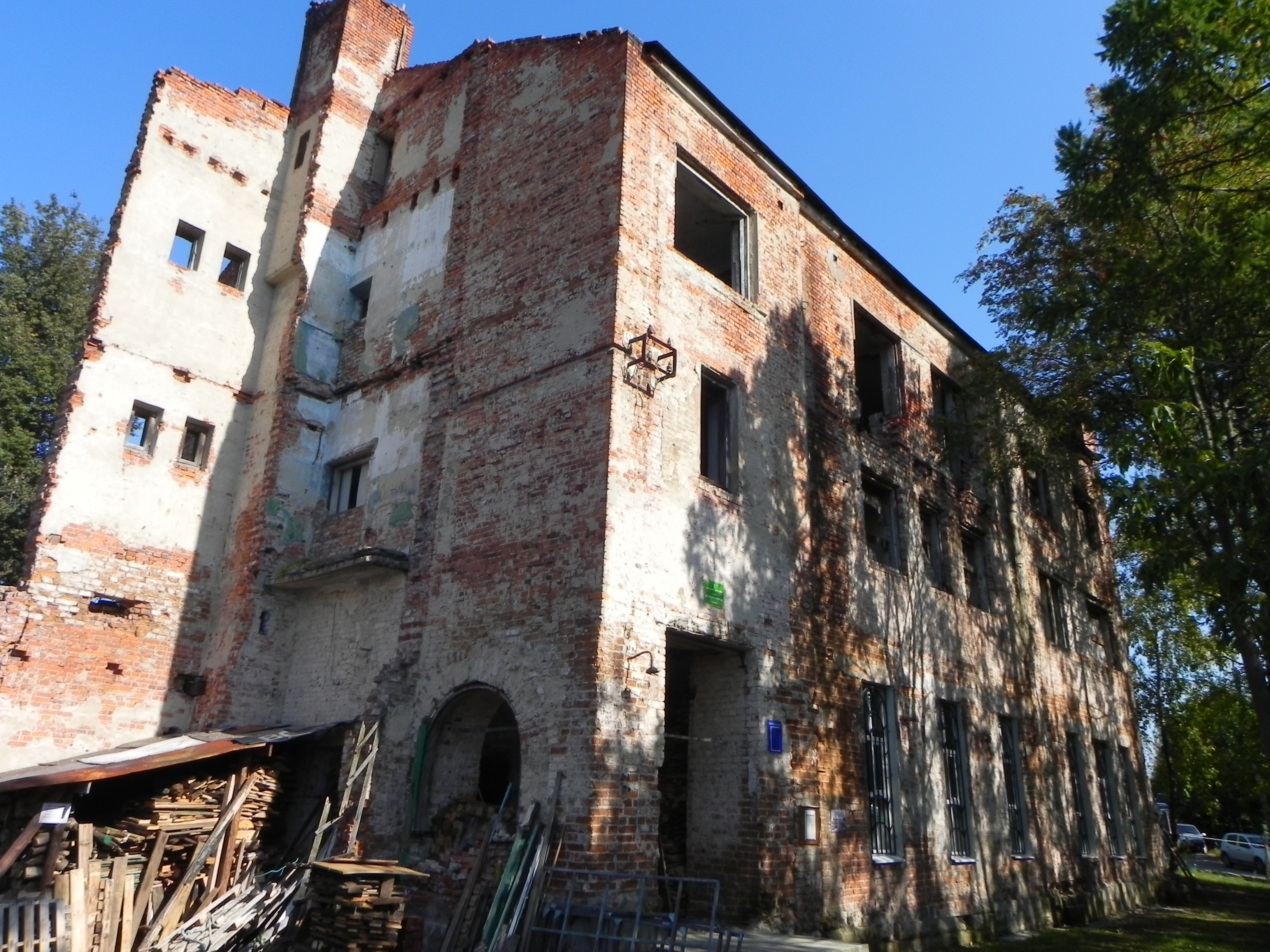
Церковь Воскресения Словущего

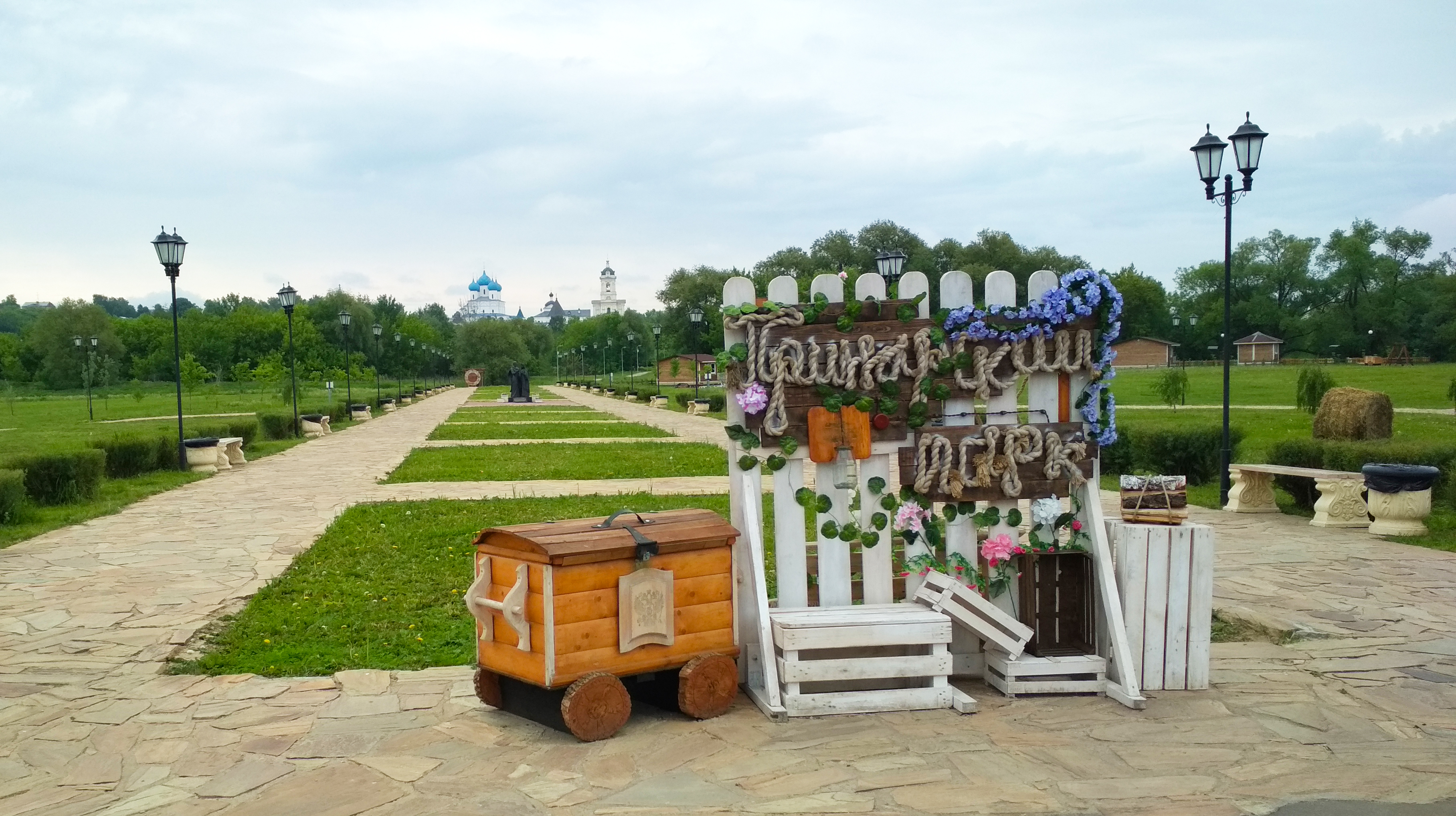
Принарский парк

- Городские бани — Театральная улица, владение 4.
- Надвратная церковь Распятского монастыря — Калужская улица, владение 40 (расположена на улице Свердлова).
- Принарский парк культуры и отдыха — территория вдоль реки Нара. Парк был организован в 2014 году. Идейным вдохновителем идеи устройства парка выступил экс-мэр города Павел Залесов[3]. Парк является местом проведения различных городских культурно-массовых мероприятий[4][5][6].
- Собор Николы Белого— Калужская улица 26/12.
- Церковь Воскресения Словущего — Калужская улица, владение 3А.
- Музей хлеба — Калужская улица, владение 9.
- Тихвинская часовня иконы Божией матери у Варгинского моста — улица Ворошилова.
- Памятник Петру и Февронии в Принарском парке (жанровая скульптура).
- Ротонда в Принарском парке.

## Транспорт
По улице Свердлова не осуществляется движение городского общественного транспорта. Городские автобусные маршруты № 4, № 4 к, № 10, № 11, № 11 к, 44 к, № 46 к, № 111 проходят вблизи улицы, пересекая ее по улице Ворошилова.